# 桑達島

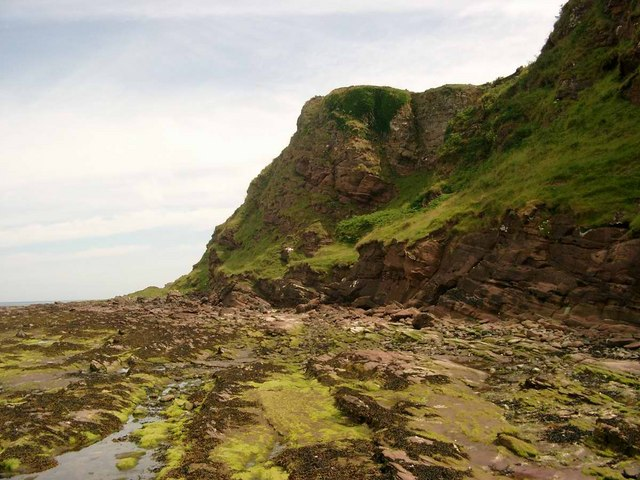

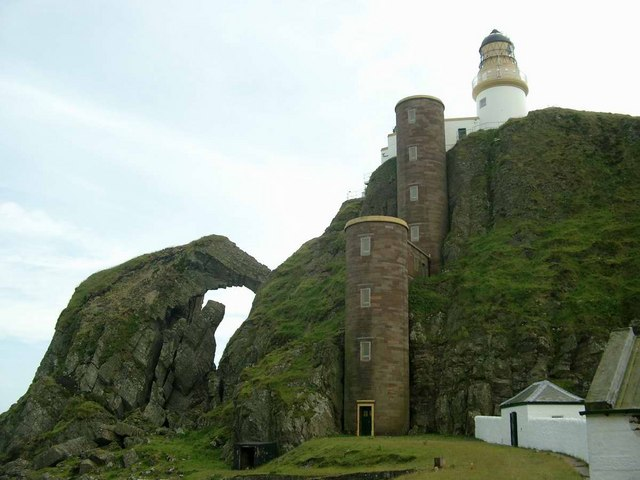

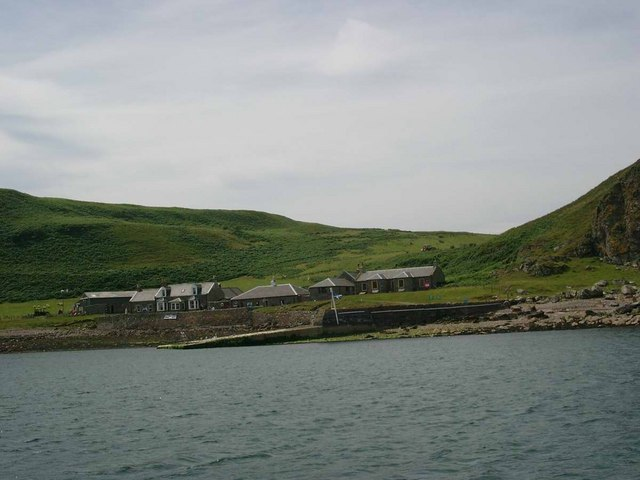

桑達島是蘇格蘭的島嶼，位於大西洋海域，屬於內赫布里底群島的一部分，由阿蓋爾-比特負責管轄，面積1.51平方公里，最高點海拔高度123米，2001年人口僅1人。

## 外部連結
- Photographers website (Project on Sanda) （页面存档备份，存于）
- Sanda Island - owners' website
- Sanda Lighthouse （页面存档备份，存于）

55°16′55″N 5°35′1″W / 55.28194°N 5.58361°W